# Heinrich Kofler
Heinrich Kofler (* 23. März 1930 in Lengmoos, Südtirol) ist ein ehemaliger österreichischer Politiker (ÖVP) und Finanzbeamter. Er war von 1974 bis 1984 Abgeordneter zum Vorarlberger Landtag. 

## Ausbildung und Beruf
Kofler besuchte die Volksschule in Lengmoos auf dem Ritten bei Bozen. Im Zuge der Option in Südtirol übersiedelte seine Familie 1941 nach Bregenz, woraufhin Kofler das Gymnasium in Bregenz besuchte und 1950 in Bregenz die Matura ablegte. Er absolvierte in der Folge zwischen 1950 und 1954 ein Studium der Rechtswissenschaften an der Universität Innsbruck und schloss sein Studium am 18. Dezember 1954 mit der Promotion zum Dr. jur. ab. Kofler trat nach dem Ende seines Studiums per 1. Dezember 1954 in den Dienst des Finanzamts von Feldkirch, für das er bis zu seiner Pensionierung im Mai 1990 tätig war.

## Politik und Funktionen
Kofler trat im Jahr 1967 der Österreichischen Volkspartei bzw. dem ÖAAB bei und hatte innerparteilich während seiner Zeit als Landtagsabgeordneter die Funktion eines Mitglieds der Landesparteileitung der ÖVP Vorarlberg inne. Dem Landtag gehörte er als Abgeordneter des Wahlbezirkes Dornbirn ab dem 4. November 1974, wobei er sein Mandat am 2. Jänner 1980 zunächst zurücklegte. Sein Mandatsverzicht erfolgte dabei aus beruflichen Gründen, da er ansonsten seinen Beruf bei vollen Bezügen hätte ruhen lassen müssen. Nach einer Gesetzesänderung nahm er sein Mandat am 4. Februar 1981 wieder an, wobei er Elmar Rümmele nachfolgte. Er gehörte dem Landtag in der Folge bis zum 5. November 1984 an. Kofler war Bereichssprecher für Bildungsfragen innerhalb des ÖVP-Landtagsklubs und Mitglied im Volkswirtschaftlichen Ausschuss, Mitglied im Kontrollausschuss, Mitglied im Energiepolitischen Ausschuss und 
Mitglied im Sozialpolitischen Ausschuss. 
Lokalpolitisch war Kofler ab dem 30. April 1970 als Mitglied der Gemeindevertretung von Lustenau aktiv, zudem war er Mitglied des Gemeinderates. Er führte die Referate Schule bzw. Wirtschaft und war später vom 10. Mai 1985 bis zum 19. April 1990 Ersatzmitglied der Gemeindevertretung.
Neben seinen politischen Mandaten war Kofler Mitglied im Landesvorstand der Gewerkschaft der öffentlich Bediensteten und ab 1960 Mitglied und Schriftführer des SC Austria Lustenau.

## Privates
Kofler wurde als Sohn des Schuhmachers Heinrich Kofler (1881–1941) und dessen Gattin Rosa (1909–2001) geboren. Er heiratete 1959 Hedwig Müller  und wurde 1960 bzw. 1963 Vater je eines Sohnes.

## Auszeichnungen
- 1992: Ehrenring der Marktgemeinde Lustenau